# マグダレーナ・フォン・ブランデンブルク (1582-1616)
マグダレーナ・フォン・ブランデンブルク（Magdalena von Brandenburg, 1582年1月7日 - 1616年5月4日）は、ドイツのブランデンブルク選帝侯家の公女で、ヘッセン＝ダルムシュタット方伯ルートヴィヒ5世の妻。

## 生涯
ブランデンブルク選帝侯ヨハン・ゲオルクとその3番目の妻でアンハルト侯ヨアヒム・エルンストの娘であるエリーザベトの間の第2子、長女として生まれた。1588年にルートヴィヒ5世と婚約し、翌1598年6月5日に結婚した。ただし同年の年明けに父が亡くなっていたため、婚礼は地味なものとなった。
1616年、ナウムブルクでの諸侯の集いに出席した直後に34歳で死去した。夫のルートヴィヒは愛妻の死に衝撃を受け、1618年から1619年にかけてローマ巡礼に赴いたが、領民たちからはカトリックに宗旨替えする気ではないかと疑われた。マグダレーナはヘッセン邦立図書館（現在はヘッセン州立図書館）に数多くの神学書・歴史書のコレクションを遺贈した。

## 子女
夫との間に5男6女の11人の子女をもうけた。
- エリーザベト・マグダレーナ（1600年 - 1624年） - 1617年、ヴュルテンベルク＝メンペルガルト公ルートヴィヒ・フリードリヒと結婚
- アンナ・エレオノーレ（1601年 - 1659年） - 1617年、ブラウンシュヴァイク＝カレンベルク公ゲオルクと結婚
- マリー（1602年 - 1610年）
- ゾフィー・アグネス（1604年 - 1664年） - 1624年、プファルツ＝ヒルポルトシュタイン公ヨハン・フリードリヒと結婚
- ゲオルク2世（1605年 - 1661年） - ヘッセン＝ダルムシュタット方伯
- ユリアーネ（1606年 - 1659年） - 1631年、オストフリースラント伯ウルリヒ2世と結婚
- アマーリエ（1607年 - 1627年）
- ヨハン（1609年 - 1651年） - ヘッセン＝ブラウバッハ方伯
- ハインリヒ（1612年 - 1629年）
- ヘートヴィヒ（1613年 - 1614年）
- ルートヴィヒ（1614年）
- フリードリヒ（1616年 - 1682年） - ブレスラウ司教、枢機卿